# Марьин (хутор)
Марьин — хутор в Беловском районе Курской области. Входит в Ильковский сельсовет.

## География
Хутор находится в 97 км к юго-западу от Курска, в 15 км к юго-западу от районного центра — Белая, в 6 км от центра сельсовета — Илек.
Климат
Марьин, как и весь район, расположен в поясе умеренно континентального климата с тёплым летом и относительно тёплой зимой (Dfb в классификации Кёппена).

## Население
| 2002 | 2010 |
| ---- | ---- |
| 17   | ↘0   |

## Инфраструктура
Личное подсобное хозяйство.

## Транспорт
Марьин находится в 4 км от автодороги регионального значения 38К-001 (Белая — Мокрушино — граница Белгородской области), в 5 км от автодороги межмуниципального значения 38Н-014 (38К-001 — Илек), на автодороге 38Н-015 (38Н-014 — Марьин), в 10 км от ближайшего ж/д остановочного пункта 94 км (линия Льгов I — Подкосылев).